# Roberto Di Matteo
Roberto Di Matteo, né le 29 mai 1970 à Schaffhouse (Suisse), est un footballeur international italien qui évolue au poste de milieu de terrain de la fin des années 1980 au début des années 2000. Reconverti entraîneur, il est actuellement libre.
Après avoir passé cinq années en Suisse en jouant pour le FC Schaffhouse, le FC Zurich ou encore le FC Aarau et après un passage de trois ans au SS Lazio, Di Matteo joue six saisons à Chelsea FC. Parallèlement, il jouera également pour la sélection Italienne. Il devra par la suite mettre fin à sa carrière à cause de blessures. Il se reconvertit en tant qu'entraîneur de football et fera des passages à Milton Keynes Dons, West Bromwich Albion, Chelsea, avec qui il gagne la Ligue des champions en 2012, Schalke 04 et finalement Aston Villa.

## Carrière de joueur

### Carrière en Suisse
Roberto Di Matteo intègre le FC Schaffhouse à l'âge de 18 ans en tant que milieu de terrain. Il y jouera 50 matchs, en marquant 2 buts.
Il part ensuite vers le FC Zurich où il ne jouera qu'une seule année, mais où il jouera 34 matchs pour un total de 6 buts.
Après ça, Di Matteo finira son parcours en Suisse avec le FC Aarau. Il n'y jouera qu'une seule année également avec 33 matchs à son actif en inscrivant qu'un seul but. Son équipe gagnera néanmoins la Ligue nationale A (Le championnat de Suisse de première division).

### S.S. Lazio
Roberto Di Matteo rejoint la Serie A (Le championnat d'Italie de première division) sous les couleurs du S.S. Lazio durant 3 saisons. Il marquera 7 buts en 87 matchs joués, sans remporter de titre.

### Chelsea
Roberto Di Matteo se rendra en Angleterre pour jouer sous le maillot de Chelsea. Il marque 15 buts en 119 matchs avec les blues.
En six saisons, il remporte par deux fois la coupe d'Angleterre (FA Cup) en 1997 et 2000, la Coupe de la ligue anglaise (Carling Cup) disputée uniquement par les clubs de première division, la Coupe d'Europe des vainqueurs de coupe, la Supercoupe d'Europe en 1998 et enfin la Supercoupe anglaise (Community Shield) en 2000.
Lors de sa première finale de coupe d'Angleterre en mai 1997, Roberto Di Matteo marque le premier but après seulement 42 secondes de jeu qui permet à son équipe de remporter la coupe (2-0) face à Middlesbrough. À 31 ans, Di Matteo sera forcé de tirer un trait sur sa carrière en tant que joueur de football professionnel à la suite de certaines blessures.

### Carrière internationale
Il est sélectionné par Arrigo Sacchi le 16 novembre 1994 en sélection italienne pour la première fois lors de la défaite de l'Italie face à la Croatie (1-2) dans un match comptant pour les éliminatoires de l'Euro 1996. Il joue pour la première fois en tant que titulaire lors d'un match amical gagné (3-1) contre la Turquie le 21 novembre 1994. Il prend part à deux matchs lors de l'Euro 1996, le premier contre la Russie et le second contre l'Allemagne.
Ce n'est que le 30 avril 1997 que Di Matteo marque son premier but international à l'occasion des éliminatoires de la Coupe du monde 1998 lors de la victoire de l'Italie 3-0 contre la Pologne. Il ne marque par la suite qu'un seul autre but le 28 janvier 1998 lors d'un match amical contre la Slovaquie.
Il participe à la Coupe du monde 1998 notamment contre le Chili et le Cameroun. Ce dernier match est également le dernier match international pour Roberto Di Matteo. Il aura joué 34 matchs en marquant 2 buts sous les couleurs des Azzurri.

#### Buts internationaux
| Buts en sélection de Roberto Di Matteo | Buts en sélection de Roberto Di Matteo | Buts en sélection de Roberto Di Matteo | Buts en sélection de Roberto Di Matteo | Buts en sélection de Roberto Di Matteo | Buts en sélection de Roberto Di Matteo | Buts en sélection de Roberto Di Matteo    |
| #                                      | Date                                   | Lieu                                   | Adversaire                             | Score                                  | Compétition                            |                                           |
| -------------------------------------- | -------------------------------------- | -------------------------------------- | -------------------------------------- | -------------------------------------- | -------------------------------------- | ----------------------------------------- |
| 1.                                     | 30 avril 1997                          | Stadio La Favorita, Palerme            | Pologne                                | 1-0                                    | 3 - 0                                  | Éliminatoires pour la Coupe du monde 1998 |
| 2.                                     | 28 janvier 1998                        | Stadio Angelo Massimino, Catania       | Slovaquie                              | 3-0                                    | 3 - 1                                  | Match amical                              |

## Carrière d’entraîneur

### Milton Keynes Dons
Grâce à un succès raisonnable en tant que joueur de Chelsea et en sélection nationale, Roberto Di Matteo succède, le 2 juillet 2008 à Paul Ince en tant qu'entraîneur du Milton Keynes Dons puisque ce dernier rejoint le banc des Blackburn Rovers jouant une division plus haut.
Le 21 novembre 2008, il fait signer un contrat jusqu'à la fin de la saison à Tore André Flo, son ancien équipier de Chelsea et ancien international norvégien.
Pour son unique saison à la tête de l'équipe, Di Matteo parvient à finir troisième de la nPower League One (Le championnat d'Angleterre de troisième division) derrière Leicester City et Peterborough United. Il qualifie donc son club aux play-off qui permet de se qualifier pour la nPower Championship (Le championnat d'Angleterre de deuxième division) mais perd en demi-finales contre Scunthorpe United lors d'une séance de tirs au but perdue à la suite du penalty décisif manqué de Tore André Flo.
Milton Keynes Dons est donc condamné à jouer une nouvelle fois la nPower League One, sans Roberto Di Matteo.

### West Bromwich Albion
Le 30 juin 2009, Roberto Di Matteo est annoncé comme étant le nouvel entraîneur de West Bromwich Albion alors que le club vient d'être rétrogradé de la Premier League (Le championnat d'Angleterre de première division) à la nPower Championship juste avant le départ de son prédécesseur, Tony Mowbray, en partance pour le Celtic.
Grâce au technicien italien, West Bromwich Albion finit deuxième de la nPower Championship derrière Newcastle United et est donc promu sans devoir passer par les play-off pour la Barclays Premier League.
Lors de la première journée de la Premier League jouée le 14 août 2010, Roberto Di Matteo retourne pour la première fois en 8 ans à Stamford Bridge (Stade à domicile de Chelsea) où West Bromwich Albion s'écrasera sur un score de 6-0 face à un grand Chelsea de Carlo Ancelotti. Malgré ça, West Bromwich Albion enchaînera de bonnes prestations et Di Matteo sera élu entraîneur du mois de septembre 2010.
Malgré tout, le club fera de très mauvais matchs quatre mois plus tard en n'en gagnant qu'un seul sur 10. À la suite de la défaite à domicile contre Manchester City le 5 février 2011, Roberto Di Matteo sera remplacé par Michael Appleton.

### Chelsea

#### Entraîneur adjoint puis intérim
Après avoir été refusé comme entraîneur de Birmingham City, Roberto Di Matteo décide en juin 2011 de retourner à Londres et de devenir l'entraîneur-adjoint d'André Villas-Boas à Chelsea.
Le club, qui avait pourtant fini vice-champion d'Angleterre derrière Manchester United, commence très mal sa saison. L'entraîneur portugais est remis en cause et toute confiance et solidité ont disparu chez les blues. Une défaite 3-1 en match aller de huitièmes de finale de Ligue des champions contre le SSC Napoli, puis une septième défaite en Championnat d'Angleterre contre West Bromwich Albion scellent le sort de Villas-Boas qui est limogé. Di Matteo prend en mars sa succession par intérim.

#### Parcours en Ligue des champions
Alors que son prédécesseur avait aligné face à Naples une formation basée essentiellement sur les jeunes talents, Roberto Di Matteo préfère faire confiance aux cadres de l'équipe. Chelsea se montre très offensive lors du match retour, et retourne la situation pour l'emporter 4-1 à Stamford Bridge après prolongations.
Chelsea rencontre en demi-finales le FC Barcelone, tenant du titre. Matteo opte pour une formation ultra-défensive où seul l'avant-centre a la possibilité d'attaquer. Alors que les blaugranas monopolisent le ballon et multiplient des tentatives face à 10 défenseurs et milieux défensifs, Didier Drogba marque sur un contre.
Di Matteo fait confiance aux mêmes joueurs et à la même tactique pour le match retour du 24 avril 2012 au Camp Nou. Le début de match est catastrophique pour les blues. Ils concèdent deux buts de Sergio Busquets et de Andrés Iniesta, perdent leur défenseur central Gary Cahill sur blessure et leur capitaine John Terry sur exclusion.
Ramires parvient cependant à réduire le score, permettant à Chelsea de reprendre la qualification (grâce à la différence de buts extérieurs). Lors de la deuxième période, après un penalty concédé par Didier Drogba mais raté par Lionel Messi, le scénario du match aller se répète : Chelsea défend à 9 alors que Barcelone attaque jusqu'à l’épuisement. Et c'est alors que la défense de Chelsea semble céder qu'un ballon dégagé par Ashley Cole atterrit dans les pieds de Fernando Torres qui se retrouve seul face au gardien et marque, permettant à Chelsea d'égaliser, et d'assurer sa place en finale.

#### Coupe d'Angleterre
Le 5 mai 2012, Chelsea joue contre Liverpool la finale de la F.A. Cup. Di Matteo aligne une équipe équilibrée, ni défensive, ni offensive, avec des cadres et des jeunes joueurs. Chelsea remporte le match sur le score de 2-1 au Wembley Stadium. Roberto Di Matteo gagne son premier trophée en tant qu'entraîneur d'un club et offre au club londonien une place en phase de groupes de la Ligue Europa.

#### Finale de la ligue des champions
Le 19 mai 2012, les Blues jouent la finale de la Ligue des champions contre le Bayern Munich. Comme en demi-finale, la formation est très défensive. Durant tout le match, les bavarois gardent la possession du ballon mais sans pouvoir marquer. A 7 minutes de la fin Thomas Müller ouvre la marque. Mais l'équipe de Londres se bat jusqu'au bout et c'est sur leur seul corner, botté par Juan Mata, que Didier Drogba égalise 5 minutes plus tard. Lors des prolongations, le buteur de Chelsea concède un penalty tiré par Arjen Robben mais arrêté par Petr Čech. Chelsea l'emporte finalement lors de la séance de tirs au but.
Roberto Di Matteo aura remis sur les rails une équipe de Chelsea, et leur permet de gagner 2 titres en 3 mois, dont leur première victoire en Ligue des Champions. 
Le titre permet au club de se qualifier pour la compétition de l'année suivante, alors que leur 6e place en championnat ne leur promettait initialement qu'une place en Ligue Europa.

#### Prolongation puis licenciement
Initialement engagé en tant qu'entraineur par intérim le temps de trouver un entraineur plus expérimenté, les bons résultats de di Matteo lui permettent d'être prolongé. À la suite du refus de Pep Guardiola, l'ancien entraîneur du FC Barcelone, d'entraîner Chelsea, Roman Abramovitch, propriétaire du club, prolonge Roberto Di Matteo, qui signe en juin 2012, un contrat de deux ans.
Après un formidable début de saison avec 12 victoires et un match nul sur les 13 joués, trois mauvais résultats viennent sceller le destin de l'entraîneur. Une défaite de 2-3 à domicile contre Manchester United, à la suite des exclusions de Fernando Torres et de Branislav Ivanović et d'un but accordé à Hernández, puis contre West Bromwich Albion, et enfin une élimination de la Ligue des champions contre la Juventus, entraineront le remplacement de Roberto Di Matteo par Rafael Benítez.

#### Bilan
Roberto Di Matteo aura remporté 8 titres avec Chelsea aussi bien en tant que joueur qu'en tant qu'entraîneur.
Malgré son licenciement en novembre 2012, il continue à être payé par Chelsea près de 130 000 £ par semaine, soit 150 000 euros, sans être sur le banc de touche et ce jusqu'en juin 2014, date de la fin de son contrat.

### Schalke 04
Le 7 octobre 2014, il prend la suite de Jens Keller à la tête de Schalke 04. Il est démis de ses fonctions à la fin de la saison.

### Aston Villa
Il rejoint le club d'Aston Villa pour la saison 2016-2017 avec pour objectif la remontée en Premier League.  Mais le démarrage catastrophique de la saison entraîne son licenciement en octobre. Il est remplacé par Steve Bruce.

## Palmarès joueur

### En club
- FC Aarau
  - Champion de Suisse en 1993

- Chelsea
  - Vainqueur de la Coupe d'Europe des vainqueurs de coupe en 1998
  - Vainqueur de la Supercoupe de l'UEFA en 1998
  - Vainqueur de la Coupe d'Angleterre (FA Cup) en 1997 et 2000
  - Vainqueur de la Coupe de la Ligue anglaise (Carling Cup) en 1998
  - Vainqueur du Charity Shield en 2000

## Palmarès entraîneur

### En club
- West Bromwich Albion
  - Promotion de la Power Championship (Le championnat d'Angleterre de deuxième division) à la Barclays Premier League (Le championnat d'Angleterre de première division)

- Chelsea
  - Vainqueur de la Ligue des champions en 2012
  - Vainqueur de la Coupe d'Angleterre (FA Cup) en 2012
  - Finaliste du Community Shield en 2012
  - Finaliste de la Supercoupe de l'UEFA en 2012

### Distinctions individuelles
- Élu manager du mois de la Power League One en novembre 2008 et en avril 2009 avec Milton Keynes Dons
- Élu entraîneur du mois de Premier League en septembre 2010 avec West Bromwich Albion